# Aviv Avraham
Aviv Avraham (in ebraico אביב אברהם‎?; Afula, 30 marzo 1996) è un calciatore israeliano, centrocampista dell'Ironi K. Shmona.

## Carriera

### Club
Ha giocato nella prima divisione dei campionati israeliano, cipriota e greco.

### Nazionale
Nel 2021 ha esordito in nazionale maggiore.

## Palmarès

### Club

#### Competizioni nazionali
- Liga Leumit: 1

Maccabi Netanya: 2016-2017